# Rádio Portugal Livre
A Rádio Portugal Livre (RPL) foi uma emissora de rádio em português, criada em 1962, emitindo em onda curta a partir de Bucareste durante o Estado Novo, funcionando como antena do Partido Comunista Português e outros democratas.
A primeira emissão teve lugar a 12 de Março de 1962, num tempo em que era ilegal ser oposição em Portugal, e em que o PCP e outras forças de oposição moviam-se na clandestinidade. A escolha de Bucareste conciliava um conjunto de condições técnicas e logísticas, uma vez que na Roménia eram habituais os movimentos de oposição no estrangeiro. No entanto, havia em Portugal quem supusesse que as emissões partiam da Serra da Estrela. Ao contrário da Rádio Voz da Liberdade, que utilizava as instalações da Rádio Argel, a RPL funcionava na clandestinidade.
A rádio reproduzia entrevistas a figuras da oposição e mostrava o progresso da luta pela democracia, contra a ditadura, emitindo apelos de operários, nas fábricas, e das donas de casa, nos bairros. A rádio funcionava como voz do PCP, fazendo leituras integrais dos jornais Avante! e O Militante.
A emissora fechou em Outubro de 1974, após a realização do VII Congresso Extraordinário do PCP, em 20 daquele mês, poucos meses após a Revolução dos Cravos, e da chegada da liberdade a Portugal e à rádio.